# Lockheed X-17

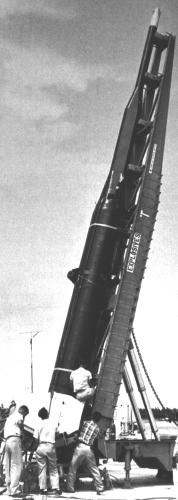
Een Lockheed X-17 op zijn lanceerplatform

De Lockheed X-17 was een drietrapsraket met vaste brandstof gebouwd om de effecten te onderzoeken van een terugkeer in de atmosfeer met snelheden ruim boven die van het geluid. De raket werd door de eerste trap omhoog gebracht tot ongeveer 27 kilometer waarna deze zonder voortstuwing op eigen snelheid een kogelbaan aflegde. Bij het met de neus vooruit afdalen in de atmosfeer werd de tweede trap ontstoken, afgeworpen om de derde trap te ontsteken om op hoge snelheid terug te keren in de atmosfeer. Op deze manier werd op 24 april 1957 boven Patrick Airforce Base een snelheid bij terugkeer van 14.000 km/u bereikt. Uiteindelijk werd een snelheid van Mach 14,5 gehaald.
De X-17 werd ook nog gebruikt als draagraket voor Operatie Argus, een serie van drie kernproeven op grote hoogte in de Zuidelijke Atlantische Oceaan in 1958.